# Двалы
Двалы — древний кавказский народ, живший по обе стороны Большого Кавказа. 

## Название
В исторических источниках двалы упоминаются как двел, тобел, тубал, туал, туали, двали, дувал и твал. У чеченцев малхистинцев — дува. В Грузии с XI века известна фамилия отражение этнического имени двалов — Двали.
По мнению шведского лингвиста Г. Скьёльда, термин «двал» происходит от имени аланского князя «Дула».

## Расселение
Плиний Старший и Птолемей локализовали двалов между Кераванскими горами (северные отроги Кавказского хребта) и рекой Ра (Волга). Соседями двалов Птолемей называл тусков и дидуров, помещая их между Кераванскими горами и Кавказом. Плиний располагал валлов/дваллов за Кавказскими воротами (Дарьяльское ущелье) в Гурдинских горах рядом со сванами, то есть в тех местах, где грузинская историческая традиция помещает историческую Двалетию. Таким образом, эти и другие античные источники размещали двалов примерно в центральной части Главного Кавказского хребта, несколько западней Дарьяльского ущелья.
Раннесредневековые источники локализуют двалов примерно там же, где и античные авторы, например «Армянская география» VII века. «Географии Грузии» — исторического труда Вахушти Багратиони, двалы обитали в Кассарском, Зарамаг, Згил, Нарском, Зругском и Закинском ущельях.

## Общие сведения
Античные авторы не просто сообщали этноним двалов в перечислениях народов, но и свидетельствовали о некоторой их хозяйственной деятельности — Плиний Старший, характеризуя валлов/двалов вместе со сванами, отмечает, что они умели добывать в рудниках золото. В какой-то период двалы подверглись аланской ассимиляции, но в какое время она завершилась — не известно. Общая политическая и этническая ситуация Раннего Средневековья, по мнению советского кавказоведа Н. Г. Волковой, не предполагала широкую языковую иранизацию высокогорного населения центральной части Кавказского хребта, по крайней мере в VII веке. Аланская ассимиляция двалов могла завершится и до монгольских походов и позднее — в период XIII—XIV веков. Также не исключено вытеснение аланами древнедвальского населения и перенесении имени двалы на переселившихся сюда алан. С точки зрения ряда ученых этническая принадлежность этого народа менялась с течением времени.
Историк Волкова пишет что туальцы, туаллаг, зовут себя так от названия своей области обитания Туалта, Туалта находилась в алагирском ущелье, по мнению алагирцев иронцы-алагирцы зовут себя туаллаг по имени местности Туалта. Также Волкова пишет что по мнению Г. А. Меликишвили двалы говорили на языках бацбийско-кистинской группы. Волкова Н. Г. Этнонимы и племенные названия Северного Кавказа. 1973 год. Святой Николай Двальский родился в высокогорном селении Цей, которое находится в области, именуемой грузинами Двали, а осетинами — Туал. Туальцы (двалы) с древних времён проживали в верхней части Алагирского ущелья и в верховьях рек Большой и Малой Лиахвы. Среди них и воспитывался будущий святой мученик Николай.
Историк Хасан Бакаев подмечает что этноним «двалы/туалы» учёные выводят из нахского теонима «Дела».

### Письменные источники
Этноним двалы в различных формах упоминается в позднеантичных (эллинистических, римских) и армянских источниках. В грузинских источниках, помимо овсов и Овсети, неоднократно упоминаются двалы и Двалети.
- I в. «Естественная история» (Плиний Старший) — др.-греч. Θύάλοι, лат. valli[6]
- II в. «Руководство по географии» (Птолемей) — др.-греч. Θύάλοι, лат. valli[6]
- IV в. копия с Римской дорожной карты — лат. lvali[6]
- VII в. «Армянская география» (Анания Ширакаци) — в форме дуалк (арм. Դուալ(ք))[12]
- VII—X вв. «История страны Алуанк» (Мовсес Каланкатуаци)
- XII—XVIII вв. «Картлис цховреба»
  - XI в. «Жизнь Вахтанга Горгасала» (Джуаншер Джуаншериани)[6]
  - не позже XIII в. «Летопись Картли» (аноним)[6]
  - XIV в. «Мученичество Николая Двали»[2]
- XV в. «Памятник Эриставов»
- XVIII в. «Географическое описание Грузии» (Вахушти Багратиони)[2]

### Этническая принадлежность

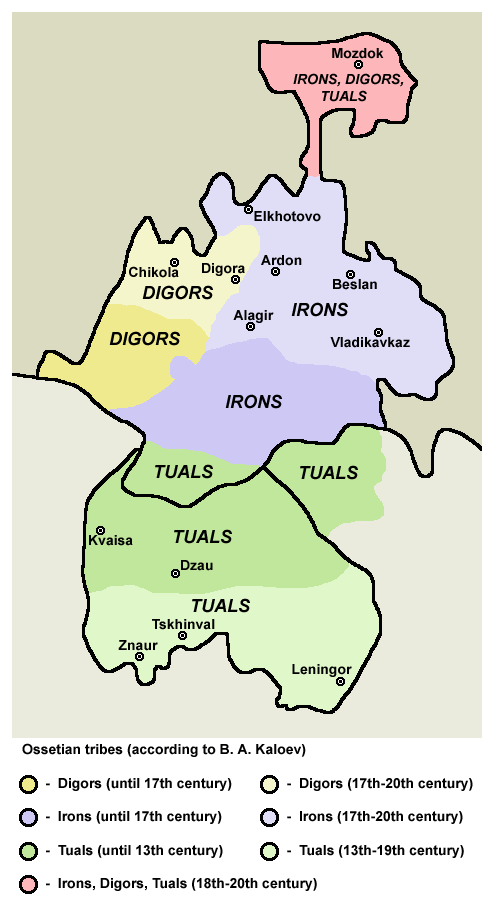
Осетинские племена (согласно Б. А. Калоеву)

Раннесредневековая «Армянская география» ничего не сообщает об этнической принадлежности двалов, но, согласно Н. Г. Волковой, то, что в источнике двалы перечислены среди грузин-горцев, дагестанцев и чётко отделены от алан, свидетельствует о возможности включения их в круг кавказоязычных народов.
Однако, Роберт Хьюсен более детально изучавший Армянскую Географию отмечает, что двалы упомяннуты аланским племенём

### Язык
О языке двалов существует несколько версий. Вахушти Багратиони о языке двалов:
Язык у них древне-двальский и ныне говорят на собственно осском, ибо язык черкезов другой.

### Религия
Вахушти Багратиони о религии двалов:
В старину все они по вере были христианами и составляли паству Никозели, главным же образом двальцы, но в нынешнее время двальцы только именуются христианами, ибо соблюдают великий пост, почитают и поклоняются иконам, церквам и священникам, а во всем другом несведущи. Не имеют священника и остаются некрещенными, кроме тех, которые получают крещение в Карталинии и Раче.